# Ларс Бендер
Ларс Бендер (на немски: Lars Bender) (роден на 27 април 1989 в Розенхайм, Западна Германия) е бивш германски футболист, играещ като полузащитник.

## Клубна кариера

### Mюнхен 1860
През лятото на 2002 г. Бендер се присъединява към школата на Мюнхен 1860. Впоследствие си проправя път до първия отбор и от 2006 г. до 2009 г. изиграва общо 58 мача и отбелязва четири гола за отбора от град Мюнхен.

### Байер Леверкузен
На 18 август 2009 г. Бендер преминава в отбора на Байер Леверкузен. Той се утвърждава като основен футболист и през 2015 г. получава капитанската лента.

## Национален отбор
Бендер преминава през националните отбори на всички възрасти на Германия. През 2008 г. е част от отбора на Германия до 19 години, който печели Европейско първенство по футбол за юноши до 19 г. 2008.
Първата му повиквателна за мъжкия отбор е за ЕВРО 2012.

## Личен живот
Ларс има брат близнак – Свен Бендер, който също е професионален футболист и също се състезава за Байер Леверкузен.

## Успехи

### Клубни
Байер Леверкузен
- Първа Бундеслига

- - Вицешампион (1): 2010–11

### Национални
Германия под-19
Шампион на Европейско първенство по футбол за под 19: 2008

### Индивидуални
Фриц Валтер (връчва се на изявени млади немски футболисти)
- Фриц Валтер Медал 2006 – Под 17 – Златен